# 관광

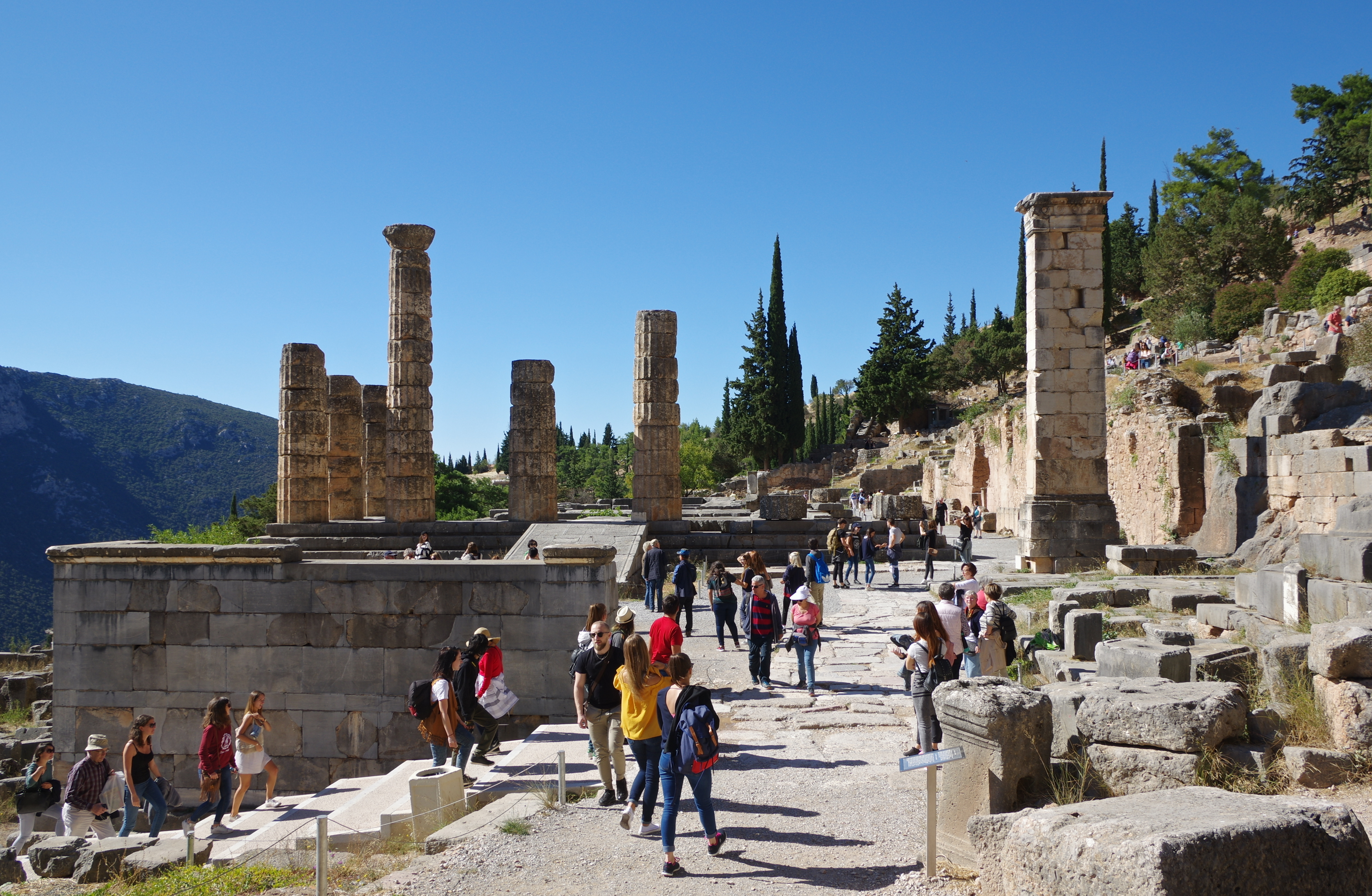
그리스 델피 아폴로 신전의 관광객들

관광(觀光)은 주로 기분 전환이나 여가의 목적으로 떠나는 여행이다. 다른 지방이나 나라의 풍경, 풍습, 문물 등을 구경하고 즐기는 것이다. 세계 관광 기구는 관광객을 "여가, 사업, 방문 장소 안에 보답하는 활동에 무관한 목적을 위해 한 해를 넘지 않는 기간에 일반적인 환경 밖의 장소에서 머물러 여행하는 사람"이라고 정의한다. 관광은 전 세계적으로 인기를 끄는 여가 활동이 되어 왔다. 2006년에 842,000,000명의 국제 관광객이 있었다.
관광은 관광객들의 재화와 용역의 소비로 만들어지는 소득, 관광 산업에서 거두는 사업세, 관광과 연결된 서비스 산업의 고용 기회 때문에 여러 나라에서 필수적이다. 이러한 서비스 산업은 순항배, 택시와 같은 교통 서비스, 호텔, 식당, 술집과 같은 숙박, 온천과 휴양지와 같은 서비스업을 포함한다.

## 역사

### 고대
여가를 위해 자신이 거주하는 지역을 벗어나는 여행은 대부분 부유한 계층에 국한되었으며, 그들은 때때로 세계의 먼 곳을 여행하여 훌륭한 건물과 예술 작품을 보고, 새로운 언어를 배우고, 새로운 문화를 경험하고, 깨끗한 자연을 즐기고, 다양한 음식을 맛보기 위해 여행했다. 그러나 일찍이 슐기(Shulgi) 왕들은 길을 보호하고 여행자들을 위한 중간 정거장을 건설한 것에 대해 스스로를 칭찬했다. 즐거움을 위한 여행은 기원전 1500년부터 이집트에서 볼 수 있다. 공화국 기간 동안 고대 로마 관광객들은 바이아에(Baiae)와 같은 스파와 해안 휴양지를 방문했다. 그들은 부자들 사이에서 인기가 있었다. 로마 상류층은 육지나 바다에서 자유 시간을 보내고 빌라 어바나(Villa Urbana) 또는 빌라 마리티마(Villa Maritima)로 여행했다. 수많은 빌라가 캄파니아, 로마 주변, 트리에스테 근처 바르콜라와 마찬가지로 아드리아해 북부에 위치해 있었다. 파우사니아스는 서기 2세기에 그리스에 대한 설명을 썼다. 고대 중국의 귀족들은 때때로 태산을 방문하고 때로는 5대 성산을 모두 방문하기도 했다.

### 중세
고전 이후 시대에는 기독교, 불교, 이슬람교를 포함한 많은 종교가 순례 전통을 발전시켰다. 순례를 프레임 장치로 사용한 캔터베리 이야기(1390년대경)는 영문학의 고전으로 남아 있으며, 중국 문학에서 중요한 위치를 차지하는 서유기(1592경)에는 불교 순례가 있다.
중세 이탈리아에서 페트라르카는 1336년 몽방투(Mont Ventoux) 등반에 대한 우화적인 설명을 썼는데, 이 글에서는 여행 행위를 칭찬하고 프리기다 인큐리오시타스(frigida incuriositas)('냉담한 호기심 부족')를 비판했다. 이 기록은 여행 자체를 위해 수행된 최초의 알려진 사례 중 하나로 간주된다. 부르고뉴 시인 미쇼 테일벤(Michault Taillevent)은 나중에 1430년 쥐라 산맥을 통한 여행에 대한 자신의 소름끼치는 회상을 작곡했다.
중국에서는 송나라(960~1279) 때 '유기문학'이 유행했다. 범성대(1126–1193) 및 서하객(1587–1641)과 같은 여행 작가들은 풍부한 지리 및 지형 정보를 그들의 글에 통합했으며, 유명한 시인이자 정치가인 Su Shi의 '당일 여행 에세이' 소식 기록은 (1037-1101)은 철학적, 도덕적 논증을 중심 목적으로 제시했다.

### 그랜드 투어
현대 관광은 주로 서유럽과 북유럽 국가 출신의 유럽 상류층 젊은이들이 수행하는 유럽(특히 독일과 이탈리아) 주변의 전통적인 여행이었던 그랜드 투어로 알려진 것으로 추적될 수 있다. 1624년, 폴란드의 어린 왕자이자 지그스문트 3세의 장남인 라디슬라우스 시기스문트 바사는 폴란드 귀족들의 관습에 따라 유럽을 횡단하는 여행을 떠났다. 그는 오늘날의 독일, 벨기에, 네덜란드의 영토를 여행했으며 그곳에서 스페인 군대, 프랑스, 스위스, 이탈리아, 오스트리아, 체코 공화국의 브레다 포위 공격을 감상했다. 이는 교육적 여정이었으며 그 결과 중 하나는 폴란드-리투아니아 연방에 이탈리아 오페라가 소개된 것이다.
이 관습은 1660년경부터 1840년대 대규모 철도 운송이 출현할 때까지 번성했으며 일반적으로 표준 여행 일정을 따랐다. 이는 교육의 기회이자 통과의례였다. 주로 영국 귀족 및 부유한 지주와 연관되어 있지만 대륙에 있는 북유럽 개신교 국가의 부유한 젊은이들도 비슷한 여행을 했으며 18세기 후반부터 일부 남미, 미국 및 기타 해외 젊은이들이 합류했다. 철도와 증기선 여행이 여행을 더 쉽게 만든 후 중산층이 더 많이 포함되도록 전통이 확장되었고, 토마스 쿡은 "쿡의 여행"을 대명사로 만들었다.
그랜드 투어는 18세기와 19세기에 상류층 학생들의 진정한 신분 상징이 되었다. 이 시기에 요한 요아힘 빙켈만(Johann Joachim Winckelmann)의 고전 문화의 우월성 이론은 유럽 학계에서 큰 인기와 높이 평가를 받았다. 예술가, 작가, 여행자(괴테 등)는 이탈리아, 프랑스, 그리스가 훌륭한 예를 제공하는 고전 예술의 우월성을 확인했다. 이러한 이유로 그랜드 투어의 주요 목적지는 상류층 학생들이 고전 예술과 역사의 희귀한 사례를 찾을 수 있는 중심지였다.

## 관광업
관광업(Tourism) 또는 관광산업(Tourist industry)이란 관광객에 대한 재화와 서비스의 제공을 영업기반으로 하는 기업을 말하는데, 광범위한 각종 관련 산업과의 합성을 핵심으로 하는 복합산업으로서, 통일적 독립적 산업 부문은 아니다. 관광의 현대적 의의는 관광을 경제의 일환으로서 경제적 결합도를 기준으로 생각하는 것이다. 즉 현대적 의미의 관광은 단순한 자연관상(Sightseeing)이 아니라 인간 생활의 어떤 목적을 위하여 사회적·경제적 관련을 가지고 능동적으로 움직이는 의욕을 내포한다. 따라서 관광업은 관광 왕래와의 경제적 결합도를 기준으로 하여 그 기능별로 분류 다음과 같은 것들이 있다.
1. 관광 영업의 존재를 전적으로(또는 대부분) 관광 왕래에 의존하는 기본적 관광업
  1. 숙박업
  2. 요양·치료업,
  3. 특수교통업
  4. 특수제조업
  5. 특수 상업
  6. 특수 서비스업
2. 그 존재가 관광 왕래에 의해 경제적으로 지원되지만, 다른 것에도 존재의 기초를 가지는 부수적 관광업으로 나눌 수 있다.
3. 환대업(歡待業)
  1. 관광왕래와 영업상 2차적 관련을 갖는 교통업·제조업·상업·서비스업 등

이 있다.
관광업은 많은 다양한 나라에서 중요한 수입의 원천이다. 관광업은 지역사회에 제품과 서비스의 형태로 많은 수입을 야기한다. 이것은 또한, 경제의 서비스 부분의 일자리를 제공하기도 한다. 현재 많은 나라와 기업들이 지속 가능한 관광을 추진하는 추세이다. 지속 가능한 관광은 경제, 사회 ,심미적인 요구가 문화의 무결성, 필수적인 생태과정 , 생물 다양성 및 생활 지원 시스템을 유지하면서 성취될 수 있는 방식으로 모든 자원의 관리에 선도적으로 이끌 것으로 예상된다.

## 공정 여행
공정여행(Fair Travel)"은 "공정무역(Fair Trade)"에서 따 온 개념으로서 생산자와 소비자가 대등한 관계를 맺는 공정무역처럼 여행자와 여행 대상국의 국민이 평등한 관계를 맺는 여행을 가리킨다. 여행자의 윤리적 책무를 강조하는 "책임여행(Responsible Tourism)", "윤리적 여행(Ethical Tourism)" 등과 맥락을 같이한다. 관광산업은 전 세계적으로 매년 10%씩 성장하지만 관광의 경제적 이익 대부분은 G7국가에 속한 다국적 기업에 돌아간다. 경제적 이익이 발생했다 다시 빠져나가는 누손율이 네팔 70%, 태국·코스타리카 각각 60%와 45%로 관광수익의 절반 이상이 나라 밖으로 유출되고 있다. "현지인이 운영하는 숙소 이용, 현지에서 생산되는 음식 구입 등 지역 사회 살리는 여행하기", "현지 원주민을 통해서 문화 소개 받기" 등의 가이드라인은 관광 수익이 현지인에게 돌아가야 함을 강조하고 있다. 여행지의 제대로 된 문화를 소비하며, 소비되는 문화의 이익이 지역 주민에게 돌아가고 있는지에 대해 민감해지는 것이 공정여행이다.
공정여행은 지속가능한 관광의 등장을 배경으로 그 분위기가 확산되고 있다. 즉, 관광객에게 즐거움, 여가를 주며 지역 주민에게는 수익과 이익을 제공하면서 환경피해를 최소화하는 관광의 형태로 나아가고 있다.

## 숙박
대한민국에서는 2000년대부터 펜션은 가족 바캉스의 대표 숙소로 자리잡았다. 편안하고 독립된 숙박 시설과 음식을 조리해 먹을 수 있다는 장점 때문이다.

## 성장
세계 관광 기구(UNWTO)는 국제 관광이 연평균 4%의 성장률을 이어갈 것으로 전망했다. 전자상거래의 출현으로 관광상품은 인터넷상의 주요 교역품이 되었다. 관광 상품과 서비스는 중개자를 통해 제공되었지만 소규모 사업자를 포함한 관광 제공업체(호텔, 항공사 등)가 직접 서비스를 판매할 수도 있다. 이는 온라인 상점과 기존 상점 모두의 중개자에게 압력을 가하고 있다.
1인당 관광 지출과 국가가 글로벌 맥락에서 활동하는 정도 사이에는 강한 상관관계가 있는 것으로 제안되었다. 이는 관광 산업의 중요한 경제적 기여의 결과일 뿐만 아니라 세계 시민이 지역 경제의 이익을 위해 세계 자원을 활용하는 신뢰도를 나타내는 지표이기도 하다. 이것이 바로 관광 성장에 대한 예측이 각 국가가 미래에 행사할 상대적인 영향력을 나타내는 지표가 될 수 있는 이유이다.

### 우주 관광
궤도 우주 관광의 양은 제한되어 있으며 현재까지 러시아 우주국만이 운송 서비스를 제공하고 있다. 우주 관광에 관한 2010년 보고서에서는 우주 관광이 2030년까지 10억 달러 규모의 시장이 될 수 있다고 예상했다. 우주 시장은 1979년부터 존재해왔지만 궤도 우주 관광의 양은 제한적이었다. 소유즈(Soyuz)와 중국의 선저우(Shenzhou)는 인간 여행에 적합한 유일한 두 개의 우주선이다. 2001년 4월, 러시아 소유즈호의 고객인 데니스 티토(Dennis Tito)가 우주를 방문한 최초의 관광객이 되었다. 2011년 5월 버진 갤럭틱은 좌석당 $200,000의 광고 가격으로 사람들이 2시간 동안 우주를 여행할 수 있는 스페이스십투(SpaceShipTwo) 항공기를 출시했다. 상업용 우주 관광 산업이 직면한 과제는 상업용 승객을 수용할 수 있는 용량을 늘리기 위해 민간 및 공공 부문 지원을 장려할 수 있을 뿐만 아니라 우주 접근 비용을 낮추는 데 필요한 민간 투자로부터 자금을 확보할 수 있어야 한다는 것이다. 우주 관광은 여전히 새로운 개념이기 때문에 업계에서는 고려해야 할 요소가 많다. 실수요부터 위험요인, 부채, 보험 문제까지 아직 연구해야 할 부분이 많다. 우주 관광에 관한 2010년 보고서에서는 우주 관광 산업이 2020년부터 2030년까지 연간 18~26%씩 성장할 것으로 예상했다.

## 같이 보기
- 대한민국의 관광
- 호텔
- 세계 관광 기구
- 서비스업
- 여권
- 지속 가능한 관광
- 베르사유상
- 의료관광
- 오버투어리즘
- 관광 가이드
- 관광지
- 여행사
- 사증